# 조창수
조창수(趙昌洙, 1949년 4월 20일 ~ )은 전 대한민국의 야구 선수(외야수)이자, 전 KBO 리그 코치이다. 부인은 배구인인 조혜정이다. 코치 시절 고 김동엽 해태 타이거즈 창단 감독이 시즌 중 성적 부진과 코치진과의 불화로 시즌 초에 물러나자 감독 대행을 맡아 38승 42패 6개 팀 중 4위의 성적으로 시즌을 마쳤으며 1984년 시즌 후 해태와의 계약이 종료된 뒤 롯데 자이언츠 코치로 자리를 옮겼는데 1987년 시즌 후 계약이 종료됐다가 그 해 말 2년 재계약을 체결했다.
이후, OB 베어스가 1988년 9월 10일부터 이광환 감독이 4년 계약 형식으로  부임하는 과정에서 원년선수 출신으로 코칭스태프를 구성했으나 경험 부족 탓인지 1989년 5위에 그치자 같은 해 말  3루 작전 코치로 영입 시도할 예정이었지만 그 해  11월 21일부터 2년 계약 형식으로 MBC 청룡 수석코치로 자리를 옮겼는데  다음 해 1월 팀이 LG로 넘어가면서 창단된  LG 트윈스에서 수석코치를 맡았으며 1991년을 끝으로 LG와의 계약이 종료되자 팀을 떠났다.
그 뒤,  1993년부터 고향 삼성 라이온즈에서 코치를 역임했으며  프로 원년 이 팀 코치 물망에 한때 거론됐지만 해태 코치로 발탁되어 불발됐고 조창수 외에도 김성근 유백만 등이 코치 물망에 올랐으나 모두 다른 팀에서 스카우트하여 좌절됐으며 난항 끝에 서영무 초대감독의 경북고 감독 시절 애제자였던 임신근을 투수코치, 서영무 감독의 고교(대구상고) 후배 우용득을 선수 겸 배터리코치로 간신히 영입했다.
한편, OB는 앞서 언급한 것처럼 1988년 9월 10일부터 이광환 감독이 4년 계약 형식으로  부임하는 과정에서 원년선수 출신으로 코칭스태프를 구성했으나 경험 부족 탓인지 1989년 시즌  5위에 그치자 같은 해 말   강남규 스카우트 부장을 수석코치 겸 투수코치로 발령시켰고  이 과정에서  박철순 플레잉코치를 현역 선수로 복귀시켰으며 김우열 1군 타격코치와 윤동균 2군 타격코치의 보직을 맞바꿨고 본인(조창수) 3루 작전 코치 영입설이 있었지만 무산되자 윤동균 타격코치가 3루 작전까지 겸해야 했으며 이외에도 이재우 1군,2군 총괄 인스트럭터를  영입했다.
그러나, 이광환 감독은  선수들 개개인에 개성과 책임감을 믿고 맡기는 '자율 야구'의 기치를 들었음에도  전임감독에게 젖은 고참선수들을 효과적으로 통솔하지 못한 데다 팀컬러의 갑작스러운 변모를 꾀하려다가 오히려 10연패, 11연패를 기록했고 급기야 장래를 위해 2∼3년생을 주축으로 한 유망주들이 대거 기용되자 은퇴를 앞둔 고참선수들이 불안을 느끼기 시작하여   팀워크에 틈새가 생겨 결국 1990년 6월 19일 해임됐으며 후임으로는 이재우 1군,2군 총괄 인스트럭터가 발령됐고 이 과정에서 강남규 1군 수석코치 겸 투수코치가 2군감독, 윤동균 1군 타격 겸 3루 작전코치가 2군 타격코치가 2군으로 내려갔으며 이선덕 2군감독이 1군 수석코치 겸 투수코치, 김우열 2군 타격코치가 1군 타격 겸 3루 작전코치로 올라왔고 이재우 감독대행이 1990년 말 정식 감독으로 승격하면서 이선덕 1군 수석코치 겸 투수코치가 팀을 떠나야 했다.
이후,  1997년 당시 삼성 라이온즈의 감독이었던 백인천 감독이 시즌 도중 건강상의 이유로 물러나자 감독 대행을 맡았으며 정규 리그 4위를 마크하였다.(66승 53패 7무) 1997년 준 플레이오프에서 당시 김성근 감독의 쌍방울 레이더스를 2승 1패로 꺾었으나, 플레이오프에서 LG 트윈스를 상대로 2승 3패로 밀려 아깝게 한국시리즈 진출에 실패했다. 
그 뒤 서정환에게 감독직을 넘긴 후 한동안 야인으로 지냈다가 롯데 시절 감독(85~86)으로 인연을 맺었던 강병철 감독의 부름을 받아 2002년 SK 와이번스 1군 수석코치로 부임했는데 팀 분위기 쇄신을 통한 팀 전력 극대화를 위하여 같은 해 8월 12일부터 2군감독으로 보직이 변경됐으며 강병철 감독이 그 해 말 물러나자 자연스럽게 팀을 떠났고 그 이후 프로야구계와 작별했다.

## 가족 관계
- 배우자: 조혜정 (1953년 3월 5일 ~ 2024년 10월 30일) - 배구인
  - 첫째딸 : 조윤희 (1982년 10월 9일 ~ ) - 골퍼 선수
  - 둘째딸 : 조윤지 (1991년 6월 7일 ~ ) - 골퍼 선수

| 전임 김동엽 | 해태 타이거즈 감독 대행 1982년 | 후임 김응용 |

| 전임 백인천 | 삼성 라이온즈 감독 대행 1997년 | 후임 서정환 |

1. ↑  “楊相汶(양상문),자이언츠 입단 타이거즈 趙昌秀(조창수) 코치도”. 동아일보. 1984년 12월 28일. 2019년 10월 10일에 확인함.
2. ↑  “롯데 趙昌秀(조창수)코치와 재계약”. 동아일보. 1987년 12월 26일. 2019년 10월 10일에 확인함.
3. ↑  “OB 새감독 이광환(李廣煥)씨”. 조선일보. 1988년 9월 10일. 2020년 8월 17일에 확인함.
4. ↑  권오중 (1989년 11월 14일). “90년대 승리 향한 포석 끝냈다...8개 구단 지휘부 개편 거의 완료”. 중앙일보. 2020년 8월 17일에 확인함.
5. ↑  “조창수 코치 MBC로... 연봉 3천만 2년 계약”. 중앙일보. 1989년 11월 22일. 2020년 8월 17일에 확인함.
6. ↑  “스포츠 短信(단신)”. 경향신문. 1992년 10월 14일. 2019년 10월 10일에 확인함.
7. ↑  “스포츠 短信(단신)”. 경향신문. 1982년 3월 4일. 2019년 10월 10일에 확인함.
8. ↑  “OB 새감독 이광환(李廣煥)씨”. 조선일보. 1988년 9월 10일. 2020년 8월 22일에 확인함.
9. ↑  권오중 (1989년 11월 14일). “90년대 승리 향한 포석 끝냈다...8개 구단 지휘부 개편 거의 완료”. 중앙일보. 2020년 8월 22일에 확인함.
10. ↑  권오중 (1989년 11월 14일). “90년대 승리 향한 포석 끝냈다...8개 구단 지휘부 개편 거의 완료”. 중앙일보. 2020년 8월 22일에 확인함.
11. ↑  “[解說]「자율야구 李광환」전격 퇴진”. 부산일보. 1990년 6월 20일. 2020년 8월 22일에 확인함.
12. ↑  “OB이광환감독 전격교체”. 중앙일보. 1990년 6월 19일. 2020년 8월 22일에 확인함.
13. ↑  권오중 (1990년 10월 14일). “올 시즌 하위 3개팀 태평양·롯데·OB 코칭 스태프 물갈이로 "재정비"”. 중앙일보. 2020년 8월 22일에 확인함.
14. ↑  “[解說]「자율야구 李광환」전격 퇴진”. 부산일보. 1990년 6월 20일. 2020년 8월 22일에 확인함.
15. ↑  “李재우 OB정식감독”. 부산일보. 1990년 10월 18일. 2020년 8월 17일에 확인함.
16. ↑  “<프로야구소식> SK, 코칭스태프 보직 변경”. 연합뉴스. 2002년 8월 12일. 2019년 10월 10일에 확인함.